# Cúp bóng đá châu Phi 1978
Cúp bóng đá châu Phi 1978 là Cúp bóng đá châu Phi lần thứ 11, được tổ chức tại Ghana. Số đội tham dự giải là 26, kém giải trước đó 6 đội. Thể thức thi đấu vòng loại không đổi. Thể thức thi đấu vòng chung kết trở lại giống như giải từ năm 1974 trở về trước. Vòng bảng vòng chung kết gồm 8 đội chia làm 2 bảng, mỗi bảng 4 đội. Hai đội tuyển đứng đầu mỗi bảng vào đá bán kết, đội thắng ở bán kết vào đá chung kết, đội thua dự trận trận tranh giải ba. Chủ nhà Ghana lần thứ ba giành chức vô địch. Còn CHDC Congo trở thành đội đương kim vô địch thứ tư bị loại ngay từ vòng bảng (sau lần đầu tiên là vào năm 1970 cùng với Sudan 1972).

## Vòng loại
Vòng loại của giải gồm 24 đội tham gia, chọn lấy 6 đội cùng với đương kim vô địch Maroc và chủ nhà Ghana tham dự vòng chung kết. Vòng loại thi đấu theo thể thức loại trực tiếp sân nhà và sân khách, có áp dụng luật bàn thắng sân khách. Ở vòng sơ loại có 2 đội chọn lấy đội thắng vào vòng loại thứ nhất. Ở vòng loại thứ nhất 23 đội chia làm 11 cặp đấu, 11 đội thắng cùng 1 đội qua bốc thăm vào thẳng vòng loại thứ hai. Vòng loại thứ hai 12 đội chia làm 6 cặp đấu, 6 đội thắng dự vòng chung kết.

### Các đội không vượt qua vòng loại

#### Vòng sơ loại
- Malawi

#### Vòng loại thứ nhất
| - Ai Cập - Cameroon - Bờ Biển Ngà - Kenya - Libya - Mauritius |  | - Niger - Sierra Leone - Sudan - Tanzania - Thượng Volta - Togo |  |  |

#### Vòng loại thứ hai
| - Algérie - Bờ Biển Ngà - Ethiopia - Gabon |  | - Guinée - Mali - Sénégal |  |  |

- in nghiêng: Đội bóng bỏ cuộc

## Địa điểm
| Accra                                 | AccraKumasi | Kumasi                       |
| ------------------------------------- | ----------- | ---------------------------- |
| Sân vận động Thể thao Accra           | AccraKumasi | Sân vận động Thể thao Kumasi |
| Sức chứa: 40.000                      | AccraKumasi | Sức chứa: 40.500             |
| Tập tin:Ohene Djan stadium, Accra.jpg | AccraKumasi |                              |

## Vòng chung kết
Vòng chung kết của giải diễn ra từ 5 tháng 3 đến 16 tháng 3 năm 1978. Các trận đấu ở bảng A được tổ chức tại thủ đô Accra, ở bảng B được tổ chức tại Kumasi.

### Bảng A
| Đội tuyển    | Số trận | Thắng | Hòa | Thua | Bàn thắng | Bàn thua | Hiệu số | Điểm |
| ------------ | ------- | ----- | --- | ---- | --------- | -------- | ------- | ---- |
| Ghana        | 3       | 2     | 1   | 0    | 6         | 2        | +4      | 5    |
| Nigeria      | 3       | 1     | 2   | 0    | 5         | 3        | +2      | 4    |
| Zambia       | 3       | 1     | 1   | 1    | 3         | 2        | +1      | 3    |
| Thượng Volta | 3       | 0     | 0   | 3    | 2         | 9        | −7      | 0    |

| Ghana                         | 2–1      | Zambia    |
| ----------------------------- | -------- | --------- |
| Afriyie 21' · Abdul Razak 55' | Chi tiết | Kapita 8' |

| Nigeria                                         | 4–2      | Thượng Volta         |
| ----------------------------------------------- | -------- | -------------------- |
| Chukwu 17' · Amiesimaka 31' · Odegbami 44', 82' | Chi tiết | Hien 50' · Koïta 52' |

| Zambia                      | 2–0      | Thượng Volta |
| --------------------------- | -------- | ------------ |
| P. Phiri 20' · B. Phiri 88' | Chi tiết |              |

| Nigeria      | 1–1      | Ghana      |
| ------------ | -------- | ---------- |
| Odegbami 33' | Chi tiết | 76' Klutse |

| Zambia | 0–0      | Nigeria |
| ------ | -------- | ------- |
|        | Chi tiết |         |

| Ghana                       | 3–0      | Thượng Volta |
| --------------------------- | -------- | ------------ |
| Alhassan 3', 59' · Polo 52' | Chi tiết |              |

### Bảng B
| Đội tuyển      | Số trận | Thắng | Hòa | Thua | Bàn thắng | Bàn thua | Hiệu số | Điểm |
| -------------- | ------- | ----- | --- | ---- | --------- | -------- | ------- | ---- |
| Uganda         | 3       | 2     | 0   | 1    | 7         | 4        | +3      | 4    |
| Tunisia        | 3       | 1     | 2   | 0    | 4         | 2        | +2      | 4    |
| Maroc          | 3       | 1     | 1   | 1    | 2         | 4        | −2      | 3    |
| Cộng hòa Congo | 3       | 0     | 1   | 2    | 1         | 4        | −3      | 1    |

| Maroc     | 1–1      | Tunisia   |
| --------- | -------- | --------- |
| Acila 29' | Chi tiết | 63' Kaabi |

| Uganda                                | 3–1      | Cộng hòa Congo   |
| ------------------------------------- | -------- | ---------------- |
| Omondi 1' · Semwanga 31' · Kisitu 81' | Chi tiết | 80' Mamounoubala |

| Tunisia                         | 3–1      | Uganda      |
| ------------------------------- | -------- | ----------- |
| Labidi 36' · Ben Aziza 38', 83' | Chi tiết | 71' Musenze |

| Maroc     | 1–0      | Cộng hòa Congo |
| --------- | -------- | -------------- |
| Acila 28' | Chi tiết |                |

| Cộng hòa Congo | 0–0      | Tunisia |
| -------------- | -------- | ------- |
|                | Chi tiết |         |

| Uganda                                | 3–0      | Maroc |
| ------------------------------------- | -------- | ----- |
| Kisitu 13' · Nsereko 32' · Omondi 36' | Chi tiết |       |

### Vòng đấu loại trực tiếp
|  | Bán kết             | Bán kết |                    |   | Chung kết | Chung kết |
|  |                     |         |                    |   |           |           |
|  | 14 tháng 3 – Accra  |         |                    |   |           |           |
|  |                     |         |                    |   |           |           |
|  | Ghana               | 1       |                    |   |           |           |
|  | Ghana               | 1       | 16 tháng 3 – Accra |   |           |           |
|  | Tunisia             | 0       |                    |   |           |           |
|  | Tunisia             | 0       | Ghana              | 2 |           |           |
|  | 14 tháng 3 – Kumasi |         | Ghana              | 2 |           |           |
|  |                     | Uganda  | 0                  |   |           |           |
|  | Uganda              | Uganda  | 0                  | 2 |           |           |
|  | Uganda              |         |                    | 2 |           |           |
|  | Nigeria             | 1       |                    |   |           |           |
|  | Nigeria             | 1       | Tranh hạng ba      |   |           |           |
|  |                     |         |                    |   |           |           |
|  | 16 tháng 3 – Accra  |         |                    |   |           |           |
|  |                     |         |                    |   |           |           |
|  | Tunisia             | 1       |                    |   |           |           |
|  | Tunisia             | 1       |                    |   |           |           |
|  | Nigeria             | 1       |                    |   |           |           |

#### Bán kết
| Ghana           | 1–0      | Tunisia |
| --------------- | -------- | ------- |
| Abdul Razak 57' | Chi tiết |         |

| Uganda                 | 2–1      | Nigeria |
| ---------------------- | -------- | ------- |
| Nasur 11' · Omondi 58' | Chi tiết | Eyo 54' |

#### Tranh giải ba
| Nigeria      | 1–11     | Tunisia  |
| ------------ | -------- | -------- |
| Mohammed 42' | Chi tiết | Akid 19' |

1Tunisia bỏ cuộc khi tỉ số đang là 1-1. Nigeria được xử thắng 2-0.

#### Chung kết
| Ghana            | 2–0      | Uganda |
| ---------------- | -------- | ------ |
| Afriyie 38', 64' | Chi tiết |        |

| Vô địch Cúp bóng đá châu Phi 1978 Ghana Lần thứ ba |

## Danh sách cầu thủ ghi bàn
3 bàn
| - Opoku Afriyie | - Segun Odegbami | - Phillip Omondi |

2 bàn
| - Karim Abdul Razak - George Alhassan | - Hassan "Acila" Amcharrat - Abderraouf Ben Aziza | - Godfrey Kisitu |

1 bàn
| - Jacques Mamounoubala - Willie Klutse - Mohammed "Polo" Ahmed - Adokiye Amiesimaka - Christian Chukwu - Martins Eyo | - Ali Kaabi - Mohsen Labidi - Samuel Musenze - Abdulla Nasur - Moses Nsereko - Edward Semwanga | - Hubert Hien - Mamadaou Koïta - Obby Kapita - Bizwell Phiri - Patrick Phiri |

## Đội hình toàn sao
Thủ môn
- Mohammed Al-Hazaz

Hậu vệ
- Mokhtar Dhouieb
- James Kuuku Dadzie
- Al-Qasmy
- Al-Araby

Tiền vệ
- Moses Nsereko
- Abdul Razak
- Adolf Armah
- Phillip Omondi

Tiền đạo
- Segun Odegbami
- Mohammed Polo